# Lista de unidades federativas do Brasil por nomes mais registrados

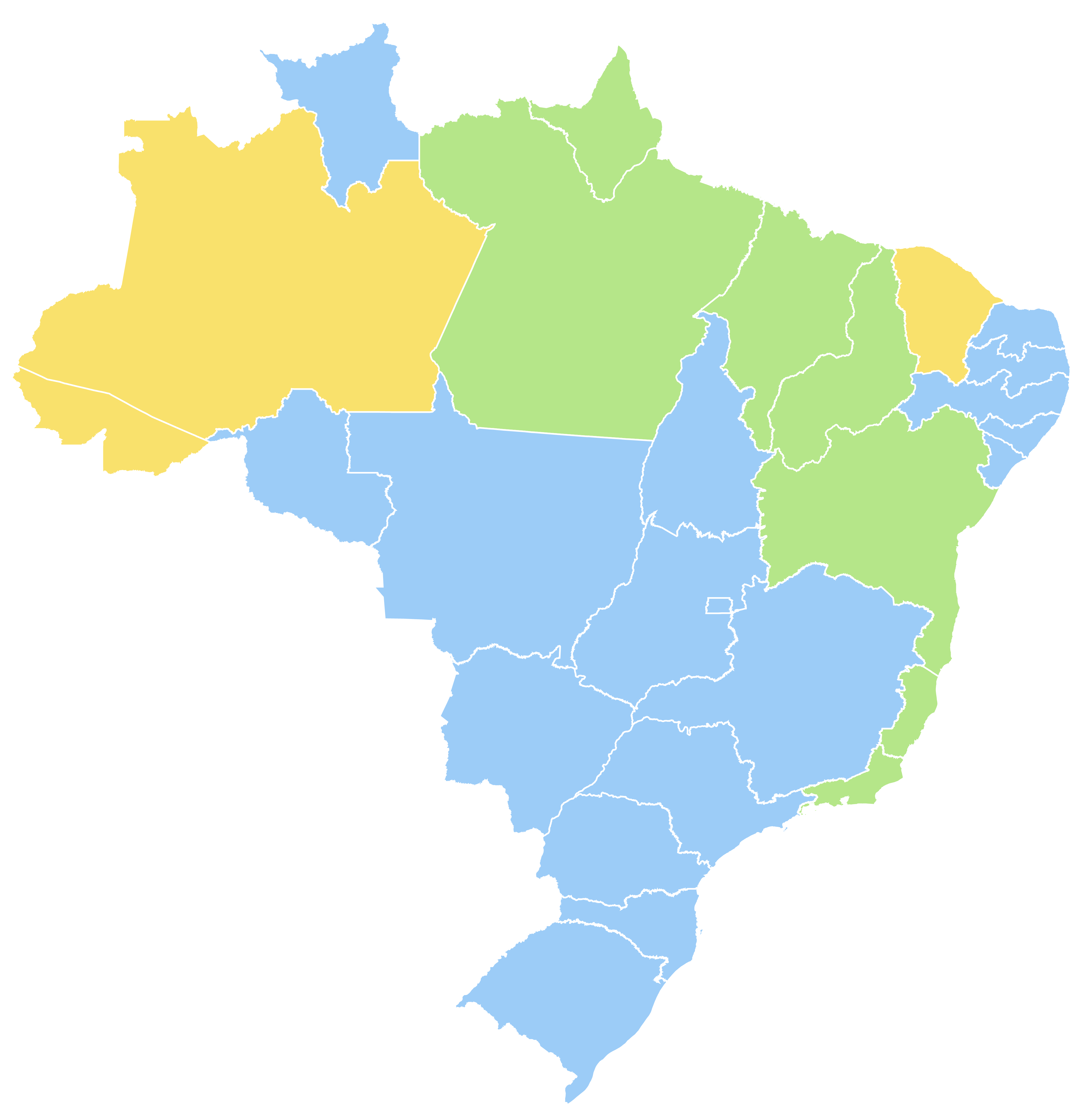
Mapa das unidades da federativas do Brasil por nomes masculinos mais registrados em 2022, de acordo com a Arpen
Miguel
Gael
Arthur

Esta é uma lista de nomes populares mais registrados por unidades federativas brasileiras pelos cartórios dos estados do Brasil e do Distrito Federal, de acordo com a base de dados do portal de Transparência do Registro Civil, da Associação Nacional dos Registradores de Pessoas Naturais - ARPEN Brasil.

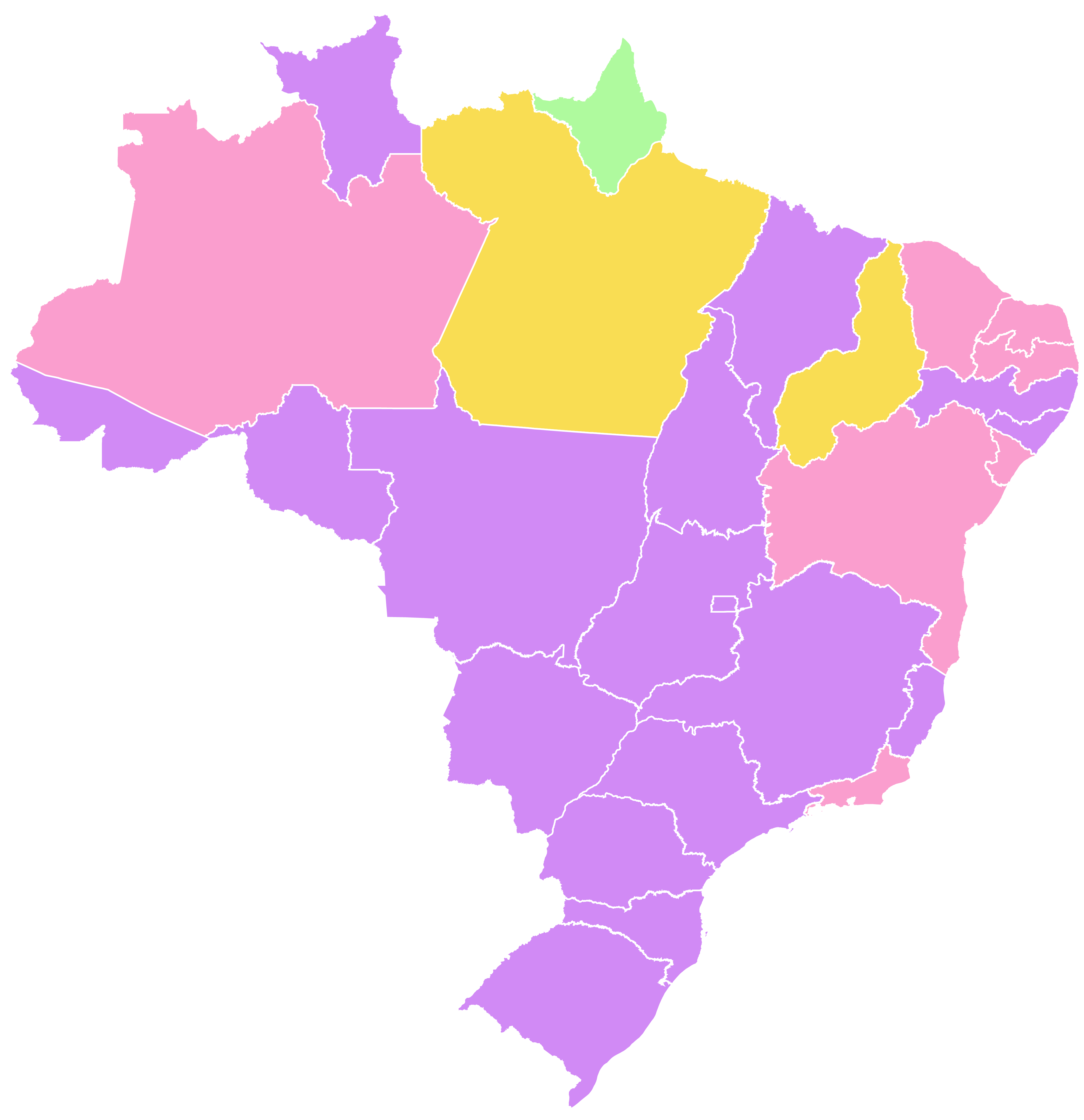
Mapa das unidades da federativas do Brasil por nomes femininos mais registrados em 2022, de acordo com a Arpen
Helena
Laura
Alice
Maitê

Segundo o instituto, no ano de 2022, houve 144.312.637 registros de nascimento. O nome simples masculino Miguel foi o mais registrado (28.690 registros) e o feminino mais registrado foi Helena com 23.774 registros. A lista dos dez nomes mais registrados do país foram, além de Miguel, Gael, Arthur, Helena, Heitor, Alice, Theo, Laura, Davi e Samuel, em 2022. 
Por regiões do país, Miguel e Helena foram os primeiros nomes simples mais registrados no sudeste, sul e centro-oeste, enquanto Arthur e Helena os mais registrados no norte. Gael e Laura foram os preferidos no nordeste do Brasil.

## Os nomes mais registrados em 2022
Os dez nomes simples mais registrados por unidade federativa
| Unidade federativa  | Nomes masculinos                                                              | Nomes femininos                                                                   |
| ------------------- | ----------------------------------------------------------------------------- | --------------------------------------------------------------------------------- |
| Acre                | Arthur, Gael, Ravi, Heitor, Samuel, Miguel, Davi, Theo, Guilherme, Noah       | Helena, Maitê, Rebeca, Lorena, Alice, Heloisa, Laura, Esther, Eloa, Isadora       |
| Alagoas             | Miguel, Samuel, Arthur, Gael, Davi, Heitor, Ravi, Gabriel, Bernardo, Theo     | Helena, Laura, Liz, Lorena, Maitê, Alice, Cecília, Valentina, Heloisa, Marina     |
| Amapá               | Gael, Miguel, Arthur, Ravi, Samuel, Davi, Heitor, Anthony, Theo, Guilherme    | Maitê, Helena, Alice, Laura, Valentina, Rebeca, Eloá, Isadora, Luna, Cecília      |
| Amazonas            | Arthur, Gael, Miguel, Heitor, Samuel, Ravi, Gabriel, Davi, Noah, Anthony      | Laura, Helena, Maria, Alice, Isadora, Valentina, Eloá, Maitê, Ayla, Rebeca        |
| Bahia               | Gael, Miguel, Arthur, Heitor, Theo, Ravi, Samuel, Bernando, Davi, Anthony     | Laura, Helena, Alice, Liz, Elisa, Valentina, Helena, Cecília, Eloá, Maitê         |
| Ceará               | Arthur, Miguel, Gael, Heitor, Theo, Samuel, Ravi, Davi, Bernardo, Gabriel     | Laura, Maitê, Alice, Heloisa, Aurora, Helena, Eloá, Maria, Valentina, Liz         |
| Distrito Federal    | Miguel, Gael, Arthur, Heitor, Bernardo, Theo, Noah, Davi, Samuel, Gabriel     | Helena, Alice, Laura, Maitê, Cecília, Liz, Valentina, Aurora, Eloá, Júlia         |
| Espírito Santo      | Gael, Miguel, Theo, Arthur, Heitor, Ravi, Bernando, Davi, Noah, Gabriel       | Helena, Laura, Alice, Liz, Cecília, Maitê, Elisa, Valentina, Antonela, Sophia     |
| Goiás               | Miguel, Gael, Heitor, Arthur, Davi, Samuel, Gabriel, Theo, Noah, Ravi         | Helena, Alice, Cecília, Laura, Heloisa, Elisa, Isis, Valentina, Lis, Aurora       |
| Maranhão            | Gael, Heitor, Arthur, Miguel, Samuel, Ravi, Theo, Davi, Gabriel, Isaac        | Helena, Helena, Isadora, Alice, Laura, Valentina, Maitê, Elisa, Eloá, Aurora      |
| Mato Grosso         | Miguel, Arthur, Heitor, Gael, Samuel, Davi, Gabriel, Theo, Benício, Ravi      | Helena, Alice, Cecília, Laura, Heloisa, Valentina, Maitê, Julia, Aurora, Eloá     |
| Mato Grosso do Sul  | Miguel, Gael, Arthur, Heitor, Samuel, Theo, Davi, Gabriel, Bernardo, Benício  | Helena, Alice, Laura, Cecília, Lis, Julia, Valentina, Isis, Heloisa, Sophia       |
| Minas Gerais        | Miguel, Gael, Arthur, Heitor, Theo, Gabriel, Bernardo, Davi, Samuel, Ravi     | Helena, Alice, Laura, Cecília, Lis, Julia, Valentina, Isis, Heloisa, Sophia       |
| Pará                | Gael, Arthur, Heitor, Miguel, Samuel, Davi, Ravi, Gabriel, Anthony, Theo      | Alice, Laura, Helena, Rebeca, Isadora, Maite, Cecília, Eloá, Valentina, Maria     |
| Paraíba             | Miguel, Arthur, Gael, Davi, Heitor, Samuel, Gabriel, Ravi, Theo, Bernardo     | Laura, Helena, Alice, Lorena, Lis, Mariana, Maitê, Isadora, Elisa, Eloá           |
| Paraná              | Miguel, Arthur, Gael, Davi, Heitor, Theo, Samuel, Gabriel, Bernardo, Pedro    | Helena, Alice, Laura, Cecília, Heloisa, Lívia, Julia, Valentina, Sophia, Heloisa  |
| Pernambuco          | Miguel, Arthur, Samuel, Davi, Heitor, Gael, Gabriel, Bernardo, Theo, Ravi     | Helena, Laura, Alice, Lorena, Heloisa, Liz, Maria, Cecília, Marina, Aurora        |
| Piauí               | Gael, Miguel, Arthur, Heitor, Ravi, Theo, Samuel, Davi, Gabriel, Bernardo     | Alice, Helena, Laura, Heloisa, Valentina, Eloá, Maria, Rebeca, Cecília, Lorena    |
| Rio de Janeiro      | Gael, Theo, Arthur, Miguel, Heitor, Noah, Bernardo, Samuel, Ravi, Gabriel     | Laura, Helena, Alice, Maite, Antonela, Lis, Sophia, Valentina, Maya, Manuela      |
| Rio Grande do Norte | Miguel, Samuel, Heitor, Gael, Theo, Davi, Ravi, Gabriel, Arthur, Gabriel      | Laura, Helena, Alice, Liz, Maitê, Maria, Marina, Valentina, Cecília, Elisa        |
| Rio Grande do Sul   | Miguel, Arthur, Theo, Gael, Bernardo, Heitor, Davi, Joaquim, Gabriel, Vicente | Helena, Alice, Cecília, Laura, Aurora, Valentina, Antonela, Livia, Maitê, Heloisa |
| Rondônia            | Miguel, Gael, Arthur, Heitor, Davi, Samuel, Ravi, Theo, Gabriel, Noah         | Helena, Alice, Cecília, Laura, Heloisa, Isadora, Lorena, Eloa, Valentina, Julia   |
| Roraima             | Miguel, Heitor, Gael, Samuel, Gabriel, Arthur, David, Theo, Bernardo, Noah    | Helena, Heloisa, Laura, Alice, Cecília, Eloá, Isadora, Mariana, Rebeca, Valentina |
| Santa Catarina      | Miguel, Arthur, Theo, Gael, Davi, Heitor, Bernardo, Gabriel, Joaquim, Noah    | Helena, Alice, Laura, Cecília, Heloisa, Maitê, Lívia, Valentina, Sophia, Julia    |
| São Paulo           | Miguel, Gael, Arthur, Heitor, Theo, Davi, Bernardo, Noah, Samuel, Gabriel     | Helena, Alice, Laura, Heloisa, Maite, Lorena, Cecília, Sophia, Valentina, Liz     |
| Sergipe             | Miguel, Arthur, Heitor, Theo, Ravi, Davi, Bernardo, Samuel, Lorenzo, Joaquim  | Laura, Liz, Alice, Helena, Lorena, Maitê, Elisa, Valentina, Cecília, Luna         |
| Tocantins           | Miguel, Heitor, Gael, Arthur, David, Bernardo, Theo, Samuel, Gabriel, Ravi    | Helena, Alice, Laura, Heloisa, Cecília, Maitê, Elisa, Valentina, Eloa, Isis       |
| Brasil              | Miguel, Gael, Arthur, Heitor, Theo                                            | Helena, Alice, Laura, Cecília, Maitê                                              |

## Nomes mais registrados por região em 2022
| Regiões      | Nome masculino | Nome feminino |
| ------------ | -------------- | ------------- |
| Norte        | Arthur         | Helena        |
| Nordeste     | Gael           | Laura         |
| Centro-Oeste | Miguel         | Helena        |
| Sudeste      | Miguel         | Helena        |
| Sul          | Miguel         | Helena        |